# Zeebeving Indische Oceaan 2012
Op 11 april 2012 vond een zeer zware zeebeving plaats in de Indische Oceaan.
De zeebeving deed zich voor om op 11 april 2012 om 08:38:38 (UTC). De beving deed zich voor op een diepte van 33 kilometer. Het epicentrum lag ongeveer 430 kilometer van de kust van het Indonesische eiland Sumatra. Vrijwel direct werd een tsunamiwaarschuwing afgegeven, voor de complete Indische Oceaan. In veel landen brak op grote schaal paniek uit en de dreiging hield de wereld enkele uren in zijn greep, waarbij een herhaling werd gevreesd van de verwoestende tsunami van 2004. Kustgebieden werden geëvacueerd op Sumatra, in Thailand, Sri Lanka en India.
De waarschuwing werd zes uur later weer grotendeels ingetrokken. Omdat de beving horizontaal was, waarbij aardschollen langs elkaar schuiven, kwam de zeebodem niet omhoog. Er zijn geen meldingen dat de beving resulteerde in zware schade of dodelijke slachtoffers. Op het eiland Simeulue (voor de kust van Sumatra) werd een kleine tsunami gerapporteerd van circa een meter hoog. Deze richtte geen schade aan. Door de aardbeving zelf kwamen 5 mensen om het leven.
Op 26 december 2004 vond op ongeveer dezelfde locatie een beving plaats met een kracht van 9,1 op de schaal van Richter. Bij deze zeebeving vonden meer dan 230.000 mensen de dood.